# North Newnton
North Newnton – wieś i civil parish w Anglii, w hrabstwie Wiltshire. W 2011 roku civil parish liczyła 430 mieszkańców. North Newnton jest wspomniana w Domesday Book (1086) jako Newetone.